# Iglesia de San Juan Evangelista (Indianápolis)
La Iglesia de San Juan Evangelista (en inglés: St. John the Evangelist Church) es una parroquia de la Archidiócesis de Indianápolis. Este edificio se encuentra en la ciudad de Indianápolis, capital del estado de Indiana, Estados Unidos. Tanto el propio edificio de la iglesia como la rectoría están incluidos en el Registro Nacional de Lugares Históricos.
San Juan Evangelista fue la primera parroquia católica en la ciudad de Indianápolis, al haber sido establecida en el año 1837, si bien en un primer momento su denominación era "parroquia de la Santa Cruz" (en inglés: Holy Cross). El solar en el que se construyó la iglesia fue comprado en 1846, puesto que la sede original de la ciudad estaba en otra ubicación dentro de la ciudad.
En cuanto al estilo arquitectónico del edificio, se optó por el neogótico.